# Spock's Beard at High Voltage 2011
Spock's Beard at High Voltage 2011 is een livealbum van de Amerikaanse band Spock's Beard. Het is een gedeeltelijke registratie van het optreden van die band gedurende het High Voltage Festival versie 2011, in hun geval 24 juli 2011. Voor de verstokte fans was het schrikken, want eigenlijk trad maar 60 % van de oorspronkelijke Spock's Beard op. Neal Morse en Nick d'Virgilio waren vertrokken en vervangen door Ted Leonard en Jimmy Keegan en dat wilde tijdens dit concert nog niet geheel vlotten. Neal Morse kwam tijdens het concert nog wel op het podium om mee te zingen tijdens The light en June.  The light is een van de populairste nummers van de band.

## Musici
- Ted Leonard – zang, gitaar, toetsinstrumenten
- Alan Morse – gitaar, zang
- Ryo Okumoto – toetsinstrumenten
- Dave Moros – basgitaar, zang
- Jimmy Keegan – slagwerk, zang

Met Neal Morse, zang en gitaar op The light en June.

## Muziek
| Nr. | Titel                 | Duur  |
| --- | --------------------- | ----- |
| 1.  | On a perfect day      | 8:33  |
| 2.  | The doorway           | 10:38 |
| 3.  | The emperor’s clothes | 7:15  |
| 4.  | The light             | 16:32 |
| 5.  | June                  | 6:20  |

Er zat nog een tweede schijf bij het album, daarop backstageopnamen.
2010: Argent · Asia · Emerson, Lake & Palmer · Marillion
2011: Barclay James Harvest (Lees) · Mostly Autumn · Pallas · Spock's Beard ·  Triggerfinger